# Thompsonville (Illinois)
Thompsonville es una villa ubicada en el condado de Franklin en el estado estadounidense de Illinois. En el Censo de 2010 tenía una población de 543 habitantes y una densidad poblacional de 102,42 personas por km².

## Geografía
Thompsonville se encuentra ubicada en las coordenadas 37°54′41″N 88°45′54″O / 37.91139, -88.76500. Según la Oficina del Censo de los Estados Unidos, Thompsonville tiene una superficie total de 5.3 km², de la cual 5.26 km² corresponden a tierra firme y (0.78%) 0.04 km² es agua.

## Demografía
Según el censo de 2010, había 543 personas residiendo en Thompsonville. La densidad de población era de 102,42 hab./km². De los 543 habitantes, Thompsonville estaba compuesto por el 99.08% blancos, el 0% eran afroamericanos, el 0% eran amerindios, el 0% eran asiáticos, el 0% eran isleños del Pacífico, el 0.55% eran de otras razas y el 0.37% pertenecían a dos o más razas. Del total de la población el 1.84% eran hispanos o latinos de cualquier raza.